# Juan Vita
Juan Vita ( Mar del Plata, Argentina; 11 de mayo de 1987) es un exfutbolista  y entrenador argentino. Actualmente es entrenador de la reserva del Racing Club.

## Trayectoria

### Como jugador
Inició en las divisiones juveniles del Club Atlético River Plate, donde jugó en la cantera durante 6 años y compartió división con jugadores como Gonzalo Higuaín, habiendo vivido en la residencia del club y compartido con Radamel Falcao, entre otros.
Jugó para el Club Atlético Alvarado de Mar del Plata donde disputó el Torneo Federal A del fútbol argentino, para retirarse a los 22 años, con el Club Deportivo Morón, luego de esto inició de manera inmediata su carrera como entrenador.

### = Inicios en el fútbol argentino
Inició su carrera con tan sólo 22 años en el Club Atlético Fénix, que milita la Primera B Metropolitana de Argentina, donde se desempeñó en distintos roles como entrenador de juveniles y coordinador de sus divisiones inferiores. Su buen trabajo en el club le permitió con tan sólo 26 años debutar como entrenador del primer equipo y convertirse así en el entrenador más joven en dirigir la B Metropolitana argentina.
Después de Club Atlético Fénix, en el año 2014 llegó al Club Atlético Banfield para desempeñar distintas funciones dentro del área formativa y profesional, como entrenador de las divisiones infantiles y psicólogo deportivo. Posteriormente, trabajó con el primer equipo dentro de las estructuras de trabajo de Claudio Vivas y Julio César Falcioni hasta su salida del club en el año 2018.

#### Fútbol panameño
En el año 2019 fue contratado por el Costa del Este FC (hoy Club Deportivo del Este)  de la Liga Panameña de Fútbol. Durante el Torneo Apertura 2019 (Panamá), su equipo terminó ubicado en el primer puesto durante la fase regular, llegando a la final del torneo, donde enfrentó al Tauro FC. 

Fue elegido como el Mejor Entrenador del Torneo Apertura 2019 por la Comisión Especial de FEPAFUT con el 83% de los votos.
Durante su etapa en el Club Deportivo del Este, el club logró exportar, por primera vez en su historia, a 11 futbolistas en ligas extranjeras.
Luego de sus buenos resultados en el conjunto panameño, equipos de buen perfil del fútbol hondureño se interesaron en sus servicios, como fue el caso de Platense Fútbol Club, conjunto con quien se le relacionó firmemente.

#### Selección de Nicaragua
En agosto de 2020, fue presentado como director técnico de la Selección de fútbol de Nicaragua. Para afrontar el proceso de eliminatorias rumbo al Copa Mundial de Fútbol de 2022.
Desde su llegada, la selección nicaragüense ascendió 11 posiciones en la Clasificación mundial de la FIFA escalando del puesto 154 a 143.
En los encuentros previos al inicio de las eliminatorias, la selección pinolera logró un empate histórico ante Selección de fútbol de Honduras, cortando una racha de más de 50 años de derrotas ante los catrachos. El resultado del encuentro jugado en el Estadio Carlos Miranda, de Comayagua, Honduras fue de 1-1, en un encuentro en el que el conjunto nicaragüense se vio en inferioridad numérica tras la temprana expulsión de René Huete. A pesar de esto los pinoleros se pusieron en ventaja a los 39 minutos con un gol de Carlos Chavarría.

En el debut en la Clasificación de Concacaf para la Copa Mundial de Fútbol de 2022 la selección de Nicaragua se enfrentó a Islas Turcas y Caicos, imponiéndose por marcador de 7-0 en un encuentro jugado en el Estadio Panamericano de República Dominicana, logrando de esta manera la mayor goleada en toda la historia de la selección pinolera. 
En el segundo encuentro del Clasificación de Concacaf para la Copa Mundial de Fútbol de 2022, Nicaragua se enfrentó a la selección de Selección de fútbol de Belice en el Estadio Nacional de Fútbol de Nicaragua de Nicaragua. En dicho encuentro, el seleccionado local se impuso por marcador de 3-0, finalizando la fecha igualado en el primer puesto del grupo con la selección de Selección de fútbol de Haití, que terminaría clasificando a la siguiente ronda tras vencer en el último encuentro a los nicaragüenses por marcador de 1-0 en el partido jugado en Puerto Príncipe.

### Estadísticas al mando de la Selección Nicaragua
| Fecha      | Estadio                | Ciudad           | Competición             | Racha       | Local           |                                  | Resultado |                      | Visitante |
| ---------- | ---------------------- | ---------------- | ----------------------- | ----------- | --------------- | -------------------------------- | --------- | -------------------- | --------- |
| 06/10/2020 | Estadio Nacional       | Managua          | Partido amistoso        |             | Nicaragua       | Bandera de Nicaragua             | 0:0       | Bandera de Guatemala | Guatemala |
| 10/10/2020 | Estadio Carlos Miranda | Comayagua        | Partido amistoso        |             | Honduras        | Bandera de Honduras              | 1:1       | Bandera de Nicaragua | Nicaragua |
| 24/02/2021 | CAR Guatemala          | Cd. de Guatemala | Partido amistoso        | No          | Guatemala       | Bandera de Guatemala             | 1:0       | Bandera de Nicaragua | Nicaragua |
| 27/03/2021 | Estadio Panamericano   | San Cristóbal    | Clas. Copa Mundial 2022 | Sí          | Turcas y Caicos | Bandera de Islas Turcas y Caicos | 0:7       | Bandera de Nicaragua | Nicaragua |
| 04/06/2021 | Estadio Nacional       | Managua          | Clas. Copa Mundial 2022 | Sí          | Nicaragua       | Bandera de Nicaragua             | 3:0       | Bandera de Belice    | Belice    |
| 08/06/2021 | Estadio Sylvio Cator   | Puerto Príncipe  | Clas. Copa Mundial 2022 | No          | Haití           | Bandera de Haití                 | 1:0       | Bandera de Nicaragua | Nicaragua |
| 08/09/2021 | Estadio Pensativo      | Antigua          | Partido amistoso        |             | Guatemala       | Bandera de Guatemala             | 2:2       | Bandera de Nicaragua | Nicaragua |
| 29/01/2022 | Estadio Nacional       | Managua          | Partido amistoso        | Sí          | Nicaragua       | Bandera de Nicaragua             | 4:0       | Bandera de Belice    | Belice    |
| 01/02/2022 | Estadio Nacional       | Managua          | Partido amistoso        | Sin cambios | Nicaragua       | Bandera de Nicaragua             | 1:1       | Bandera de Belice    | Belice    |

## Clubes

### Como futbolista
| Club            | País      | Años      |
| --------------- | --------- | --------- |
| Alvarado        | Argentina | 2008-2009 |
| Deportivo Morón | Argentina | 2011-2012 |

### Clubes como entrenador
| Club                              | País       | Temporadas |
| --------------------------------- | ---------- | ---------- |
| Club Atlético Fénix               | Argentina  | 2014       |
| Costa del Este FC                 | Panamá     | 2019-2020  |
| Selección Nicaragua               | Nicaragua  | 2020-2022  |
| Asociación Deportiva Guanacasteca | Costa Rica | 2022       |
| Real Tomayapo                     | Bolivia    | 2023       |
| Racing Club (Reserva)             | Argentina  | 2023-Act.  |

#### Estadísticas como seleccionador de Nicaragua
| Torneo                     | Año       | PJ | PG | PE | PP | GF | GC | DF  | Pts | Resultado | Rendimiento |
| -------------------------- | --------- | -- | -- | -- | -- | -- | -- | --- | --- | --------- | ----------- |
| Clasificatorias Catar 2022 | 2021      | 3  | 2  | 0  | 1  | 10 | 1  | +9  | 6   | Eliminado | 66.67%      |
| Amistosos                  | 2020-2022 | 6  | 1  | 4  | 1  | 7  | 5  | +2  | 7   | -         | 38.89%      |
| Total                      | Total     | 9  | 3  | 4  | 2  | 17 | 6  | +11 | 13  | -         | 48.15%      |

## Palmarés

### Distinciones individuales
| Distinción                       | Año           |
| -------------------------------- | ------------- |
| Mejor Director Técnico de la LPF | Apertura 2019 |